# Anvisningskommun
Anvisningskommun avser inom svensk migrationslagstiftning den kommun som migrationsverket anvisar för att ta hand om de ensamkommande asylsökande barnen. Anvisningskommunen ska ordna långvarigt boende och annat stöd för både asylsökande barn och för barn som har uppehållstillstånd.Den anvisade kommunen har ett långsiktigt ansvar för barnet.

## Översikt
När ett ensamkommande barn anländer till Sverige och ansöker om asyl får barnet i enlighet med socialtjänstlagen ett tillfälligt omhändertagande och boende i den kommun, kallad ankomstkommun, där barnet ger sig till känna för de svenska myndigheterna. 
Migrationsverket ska så snart som möjligt efter det att barnet ansökt om asyl, anvisa en kommun som får det långsiktiga ansvaret för barnets boende och omsorg, en så kallad anvisningskommun.